# Sahle-Work Zewde
Sahle-Work Zewde (ge'ez: ሳህለወርቅ ዘውዴ), född 21 februari 1950 i Addis Abeba, är en etiopisk politiker och diplomat. Hon var Etiopiens president från 25 oktober 2018 till 7 oktober 2024. Sahle-Work var landets första kvinnliga president och Etiopiens andra kvinnliga statschef efter kejsarinnan Zewditu I (1916–1930). Sahle-Work var vid tillträdet Afrikas enda kvinnliga statsöverhuvud och hon efterträdde president Mulatu Teshome som avgick innan hans ämbetsperiod var slut.

## Biografi
Sahle-Work är den äldsta av fyra döttrar. Hon föddes i Addis Abeba där fadern var officer i armén. Efter utbildning i hemstaden studerade hon naturvetenskap på Montpelliers universitet i Frankrike. Hon talar amhariska, franska och engelska.
Hon återvände till hemlandet och inledde en diplomatisk karriär. Från 1989 till 1993 var hon ambassadör i Senegal och från 1993 till 2002 i Djibouti samt permanent representant i Intergovernmental Authority on Development (IGAD). Från 2002 till 2006 var hon ambassadör i Frankrike och Etiopiens permanenta representant i Afrikanska unionen. Hon har även haft flera höga poster inom FN, som generaldirektör för Förenta nationernas kontor i Nairobi och generalsekreterarens särskilda representant vid Afrikanska unionen.
I december 2019 utsågs Sahle-Work till Afrikas mäktigaste kvinna och 93:e mäktigaste kvinnan i världen av Forbes.